# Notommata lenis
Notommata lenis är en hjuldjursart som beskrevs av Harry K. Harring och Myers 1922. Notommata lenis ingår i släktet Notommata och familjen Notommatidae. Inga underarter finns listade i Catalogue of Life.